# Elaphoglossum glabellum
Elaphoglossum glabellum är en träjonväxtart som beskrevs av John Smith. Elaphoglossum glabellum ingår i släktet Elaphoglossum och familjen Dryopteridaceae. Inga underarter finns listade.